# Emil František Burian
Emil František Burian (Plzeň, 11 de junio de 1904 - Praga, 9 de agosto de 1959) fue poeta, periodista, cantante, actor, músico, compositor, asesor dramático, dramaturgo y director checo. También participó en la política del Partido Comunista Checoslovaco.

## Biografía
Burian nació en Plzeň, Checoslovaquia, de donde provenía de una familia de músicos. Su padre, Emil Burian, era cantante de ópera. El mismo E. F. Burian es el padre del cantante y escritor Jan Burian. Estudió bajo la tutela de J. B. Foerster en el Conservatorio de Praga, de donde se graduó en 1927, pero había empezado a participar en la vida cultural mucho antes. Junto con Karel Teige y Vítězslav Nezval, E. F. Burian fue miembro clave de "Devětsil", una asociación de artistas de vanguardia checa de los años veinte. En 1926-1927 trabajó en el teatro de vanguardia Osvobozené Divadlo, pero después de disputas con Jindřich Honzl, él y Jiří Frejka dejaron el teatro. Más tarde fundaron su propio teatro, "Da-Da". También trabajó con la escena teatral del estudio Moderní. El 1927 fundó el conjunto musical Voiceband.
En 1923 Burian se unió al Partido Comunista de Checoslovaquia. Su obra, fuertemente influenciada por las ideas comunistas, limitaba con la agitación política. El mayo de 1933 fundó el Teatro D 34, con un programa fuertemente orientado a la izquierda.
En 1941 Burian fue arrestado y pasó el resto de la Segunda Guerra Mundial en los campos de concentración nazis de la pequeña fortaleza de Theresienstadt, Dachau y finalmente en Neuengamme. Ayudó a organizar programas culturales ilegales para los internos. En 1945, sobrevivió al ataque de la RAF contra el barco prisión Cap Arcona, y volvió a Checoslovaquia, donde ya se daba por muerto. Después de la guerra, fundó el teatro "D 46 y D 47" y dirigió teatros en Brno y la casa de operetas de Karlín. Después del golpe comunista el 1948, trabajó como miembro del parlamento comunista checoslovaco. Durante la posguerra, se convirtió en uno de los principales impulsores de la nomenclatura cultural comunista. Intentó reorganizar los teatros, con el objetivo de situar los comunistas en lugares de dirección de los teatros.
Burian murió el 1959 en Praga.

## Trabajo
Su obra, profundamente influida por el dadaísmo, el futurismo y el poetismo, fue orientada a la izquierda. Después de la guerra demostró agitar las ideas comunistas. Tuvo una fuerte influencia en el teatro moderno checo y sus innovadores métodos de puesta en escena (trabajo con metáfora, poesía y símbolos) e inventos (theatregraph, banda de voz) son inspiradores para el teatro hasta ahora.

## Cine y teatro
El activista y dramaturgo hizo potentes investigaciones en la mezcla entre el audiovisual y el hecho escénico, con objeto de poder conseguir una mezcla de las dos disciplinas. 
Burian inaugura nl 1934 su propio teatro, el “D-34”. La D como inicial de “divadlo” (“teatro” en checo), y el número detrás del guion haciendo referencia al año en el cual se encontraban. Nombre que cambiaría anualmente según la fecha que cursaran. Durante siete años se embarcaron como compañía en numerosas representaciones, setenta y cinco, concretamente. Influido por el constructivismo, Burian creó un sistema escénico que él mismo le dio el nombre de Theatergraph.

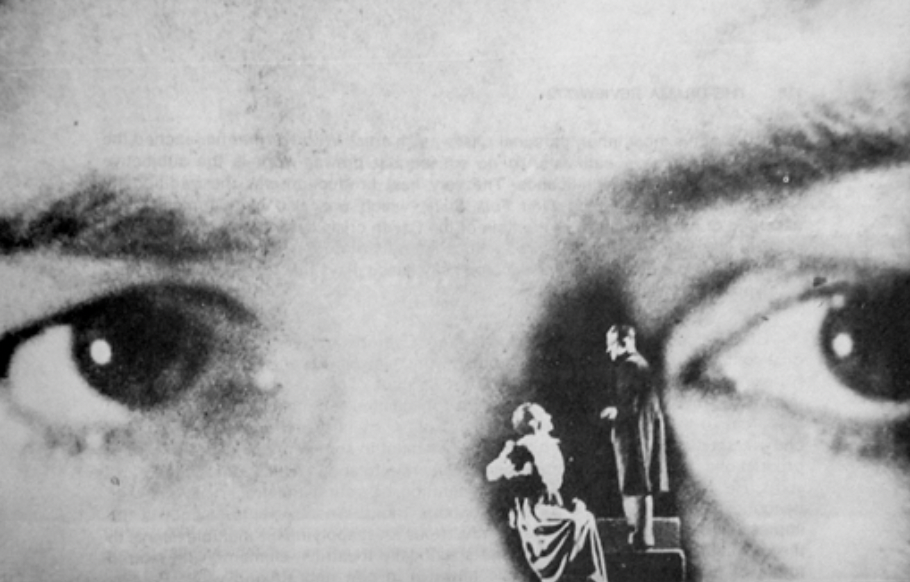
Fotografía del montaje de Burian del Despertar de la Primavera de Wedekind (1936)

## Theatergraph
Este sistema combinaba el trabajo actoral, una iluminación específica, y un espacio sonoro. Su invención se basaba en una gasa que se colocaba ante el escenario en la cual se proyectaba y la evolución de los actores se mostraba en pequeños espacios por detrás de este telón. Siguiendo el ejemplo de Piscator utilizó la proyección como elemento dramático y poético.
El Theatregraph fue usado, entre otros, en escenificaciones cómo El Despertar de la Primavera de Wedekind (1936), en la cual se introdujo una pantalla adicional en el escenario.